# 인촌선생 생가
인촌선생 생가(仁村先生 生家)는 대한민국 전북특별자치도 고창군 부안면 봉암리에 있는, 대한민국 제2대 부통령이었던 인촌 김성수(1891∼1955) 선생이 태어난 곳이다. 1977년 12월 31일 전라북도의 기념물 제39호로 지정되었다.

## 개요
대한민국 제2대 부통령이었던 인촌 김성수(1891∼1955) 선생이 태어난 곳이다. 또한 인촌의 동생이자 민족자본 육성의 대표자인 수당 김연수 선생이 태어난 곳이기도 하다.
김성수는 경성방직주식회사와 동아일보를 세웠고, 고려대학교의 전신인 보성전문학교를 세웠다.
큰댁 안채와 사랑채, 그리고 작은댁 안채는 두 분의 조부인 김요협 옹이 세웠고, 큰댁 사랑채의 문간채는 고종 30년(1893) 인촌 선생의 양부인 김기중 옹이 지었다. 작은댁 사랑채는 1903년 두 분의 아버지 김경중 옹이 지은 것이다. 1907년 봄, 그 당시 이 고장을 휩쓸던 화적떼의 행패로 현 부안군 줄포면 줄포리로 이사한 뒤 이 건물을 마을 사람들에게 위탁하여 보존해 오다가 1977년 8월 수당 선생이 자비를 들여 옛 모습 그대로 보수하여 복원하고 노폭 5m의 진입로도 만들었다.
이곳은 우리 근대사에 많은 발자취를 남긴 김성수 선생과 김연수 선생이 평생 국가와 민족을 위하여 헌신한 모습을 함께 되새겨 볼 수 있어 더욱 뜻이 깊은 집이다.

## 같이 보기
- 김성수
- 부안 김상만 가옥 - 국가민속문화재 제150호

## 참고 자료
- 인촌선생생가 - 국가유산청 국가유산포털